# Västra Helagssjön
Västra Helagssjön är en sjö i Bergs kommun i Härjedalen och ingår i Neans huvudavrinningsområde. Sjön har en area på 0,278 kvadratkilometer och ligger 938,1 meter över havet. Sjön avvattnas av vattendraget Västra Helagsån.

## Delavrinningsområde
Västra Helagssjön ingår i det delavrinningsområde (697764-132981) som SMHI kallar för Utloppet av Västra Helagssjön. Medelhöjden är 953 meter över havet och ytan är 1,92 kvadratkilometer. Det finns inga avrinningsområden uppströms utan avrinningsområdet är högsta punkten. Västra Helagsån som avvattnar avrinningsområdet har biflödesordning 2, vilket innebär att vattnet flödar genom totalt 2 vattendrag innan det når havet efter 38 kilometer. Avrinningsområdet består mestadels av kalfjäll (84 procent). Avrinningsområdet har 0,31 kvadratkilometer vattenytor vilket ger det en sjöprocent på 16,2 procent.